# GoAir
Go First (trước đây là GoAir) là hãng hàng không quốc tế giá rẻ đặt tại Mumbai, Ấn Độ. Nó thuộc sở hữu của tập đoàn kinh doanh Ấn Độ Wadia Group. Vào tháng 10 năm 2017, nó là hãng hàng không lớn thứ năm ở Ấn Độ với thị phần hành khách 8,4%. Nó bắt đầu hoạt động vào tháng 11 năm 2005 và vận hành một đội máy bay Airbus A320 trong tất cả các cấu hình kinh tế. Tính đến tháng 10 năm 2018, hãng khai thác trên 230 chuyến bay hàng ngày trên 25 điểm đến 23 quốc nội nội địa, từ các trung tâm tại Mumbai, Delhi, Bangalore và Kolkata.

## Lịch sử
GoAir được thành lập năm 2005 bởi Jehangir Wadia, con trai của nhà công nghiệp Ấn Độ Nusli Wadia. Hãng hàng không là công ty lép vốn của Wadia Group. GoAir bắt đầu hoạt động bằng máy bay Airbus A320 và khai thác chuyến bay khai trương từ Mumbai đến Ahmedabad vào ngày 4 tháng 11 năm 2005. Hãng đầu tiên hoạt động với một máy bay duy nhất đến bốn điểm đến bao gồm Goa và Coimbatore với kế hoạch để khai thác 36 máy bay vào năm 2008. Vào tháng 3 năm 2008, hãng đã thông báo các kế hoạch sửa đổi để vận hành 11 máy bay và các điểm đến dịch vụ mới ở Đông Bắc và Nam Ấn Độ vào cuối năm nay. Nhưng việc tăng giá nhiên liệu buộc GoAir phải cắt giảm số lượng chuyến bay hiện tại vào tháng 6 năm 2008.
Vào tháng 1 năm 2009, British Airways đã quan tâm đến việc mua cổ phần trong hãng hàng không. Vào tháng 11 năm 2009, GoAir đã tham gia đàm phán với hãng hàng không Ấn Độ SpiceJet về một vụ sáp nhập có thể kết thúc trong một thỏa thuận không có. Vào tháng 4 năm 2012, GoAir trở thành hãng hàng không lớn thứ năm ở Ấn Độ về thị phần sau sự sụp đổ của Kingfisher Airlines. Trong năm 2013, hãng hàng không đã bổ nhiệm ngân hàng đầu tư JP Morgan để tìm kiếm các nhà đầu tư tiềm năng.
Tốc độ tăng trưởng của hãng đã chậm so với các hãng hàng không khác được thành lập cùng thời điểm như IndiGo và SpiceJet, có thị phần lớn hơn, quy mô đội tàu và các điểm đến được phục vụ tính đến năm 2016. Theo hãng hàng không, đây là chiến lược được hoạch định do môi trường hàng không khó khăn ở Ấn Độ và tập trung vào việc duy trì lợi nhuận hơn là chiếm thị phần và tăng các điểm đến và quy mô đội tàu bay. Tính đến tháng 2 năm 2016, nó vẫn là hãng vận tải lớn thứ năm trong nước với thị phần 8%. Hãng hàng không đang lên kế hoạch cho một đợt phát hành lần đầu ra công chúng (IPO) vào năm 2016. Hãng đã nhận chiếc máy bay thứ 20 vào tháng 6 năm 2016, giúp hãng có đủ điều kiện để khai thác các chuyến bay quốc tế.

## Đội tàu bay

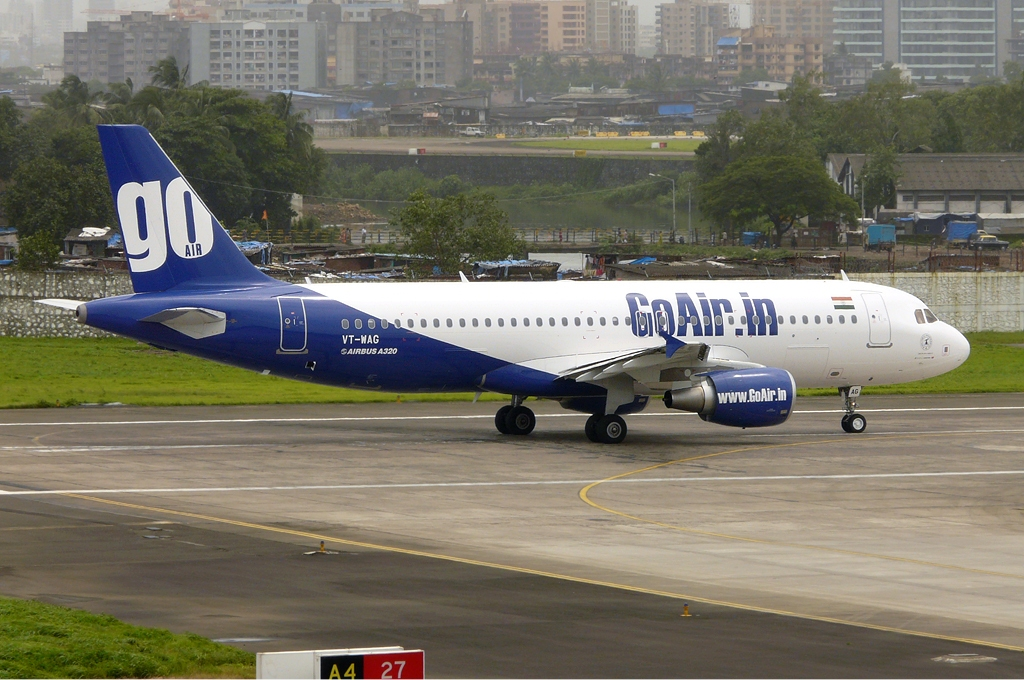
Máy bay A320 của GoAir

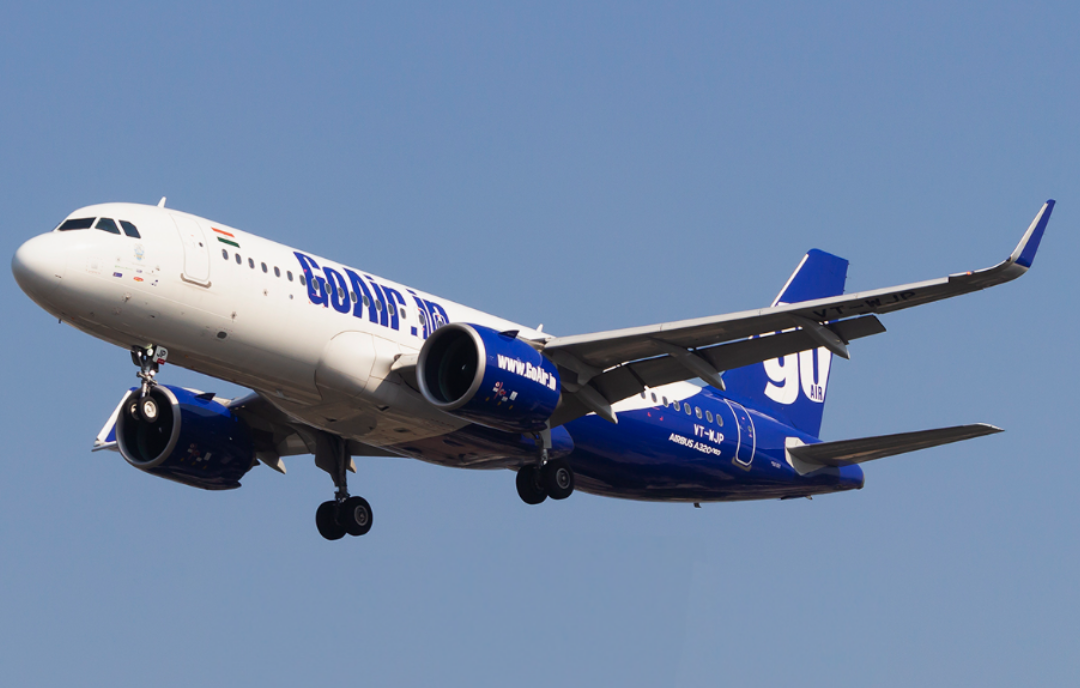
Airbus A320neo

Tính đến tháng 6 năm 2021:

### Đơn đặt hàng mới
Vào tháng 6 năm 2011, GoAir đã đặt hàng cho máy bay 72 Airbus A320neo trị giá ₹32400 karor (US$5,1 billion). Thời gian giao hàng bắt đầu từ năm 2016, với tốc độ cảm ứng 12-15 máy bay mỗi năm. Vào tháng 12 năm 2015, Airbus đã cho rằng việc giao hàng sẽ bị trì hoãn ba tháng do các vấn đề kỹ thuật và máy bay sẽ được giao vào quý 2 năm tài chính 2015–16. GoAir đã nhận được máy bay A320neo đầu tiên vào ngày 1 tháng 6 năm 2016.
Tháng 7 năm 2016, GoAir ký một biên bản ghi nhớ với Airbus đặt 72 chiếc Airbus A320neo với giá 7,7 tỷ đô la Mỹ, có khả năng lấy tổng số đơn đặt hàng đến 144. Giao dịch này đã được công bố tại triển lãm hàng không Farnborough 2016.